# Kovači (gmina Plužine)
Kovači (cyr. Ковачи) – wieś w Czarnogórze, w gminie Plužine. W 2011 roku liczyła 52 mieszkańców.